# Cardiophorus alepensis
Cardiophorus alepensis là một loài bọ cánh cứng trong họ Elateridae. Loài này được Pic mô tả khoa học năm 1914.